# 헤리퍼드 유나이티드 FC
헤리퍼드 유나이티드 FC(Hereford United FC)는 잉글랜드 헤리퍼드셔주에 있는 헤리퍼드를 연고로 했던 축구팀이다. 이 팀은 1924년에 창단되었으나, 2014년에 해체되었다. 이후 헤리퍼드 FC로 재창단되어 명맥을 이어나가고 있다.

## 역대 감독
| 감독    | 임기        |
| ------- | ----------- |
| 존 찰스 | 1967 ~ 1971 |